# The Black Sabbath Story, Vol. 2
The Black Sabbath Story Vol. 2 - 1978-1992 es un vídeo documental de la banda de heavy metal inglesa Black Sabbath. Narra la historia de la agrupación desde la salida del cantante Ozzy Osbourne en 1978 hasta el 1992, con su constante cambio de alineación. Contiene videoclips y actuaciones en vivo.

## Canciones
1. "A Hard Road"
2. "Die Young"
3. "Neon Knights"
4. "Trashed"
5. "Zero The Hero"
6. "No Stranger To Love"
7. "The Shining"
8. "Headless Cross"
9. "Feels Good To Me"
10. "TV Crimes"
11. "Computer God"
12. "I"

## Ventas
RIAA (Estados Unidos)
| Fecha                   | Certificación | Ventas |
| ----------------------- | ------------- | ------ |
| 12 de noviembre de 2002 | Oro           | 50,000 |